# فرودگاه نورث بی/جک گارلند
 فرودگاه نورث بی/جک گارلند (به انگلیسی: North Bay/Jack Garland Airport) (به زبان بومی: North Bay/Jack Garland Airport) یک فرودگاه همگانی باربری با کد یاتا YYB است که یک باند فرود آسفالت دارد و طول باند آن ۳٬۰۴۹ متر است. این فرودگاه در شهر نورث بی، انتاریو کشور کانادا قرار دارد و در ارتفاع ۳۷۰ متری از سطح دریا واقع شده است.

## شرکت‌های هواپیمایی و مقصدهای پروازی

### مسافری
| شرکت‌های هواپیمایی  | مقصدهای پروازی                                    |
| ------------------ | ------------------------------------------------- |
| Air Canada Express | پیرسون تورنتو                                     |
| بیرسکین ایرلاینز   | سولت ماریه، سودبری، تاندر بی                      |
| پورتر ایرلاینز     | شهری بیلی بیشاپ تورنتو (پایان در ۱۱ سپتامبر ۲۰۱۷) |
| سان‌وینگ ایرلاینز   | فصلی: خاردینز دل ری (آغاز از ۲۰ دسامبر ۲۰۱۷)      |

### باری
| شرکت‌های هواپیمایی                             | مقصدهای پروازی     |
| --------------------------------------------- | ------------------ |
| اسکای‌لینک اکسپرس                              | سولت ماریه، سودبری |
| فدکس اکسپرس اجرا توسط Morningstar Air Express | پیرسون تورنتو      |